# Dragon Ball Z : Cent Mille Guerriers de métal
 (mai 2024).
Dragon Ball Z : Cent Mille Guerriers de métal (ドラゴンボールZ 激突!!100億パワーの戦士たち, Doragon Bōru Zetto Gekitotsu!! Hyaku-Oku Pawā no Senshi-tachi, litt. Dragon Ball Z : Choc !! Les guerriers à la puissance de 10 milliards) est un film d’animation japonais réalisé par Daisuke Nishio, sorti 1992.

## Synopsis
Alors que les Nameks vivaient en paix sur leur nouvelle planète, la Big Gete Star, une planète de métal, s'est collée à elle et la vide de son énergie. Son Goku, Son Gohan, Krilin, Piccolo, Kamé Sennin, Oolong et Yajirobé sont envoyés sur place pour mettre fin à la menace qui y pèse.
Une fois arrivés, les quatre guerriers libèrent les Nameks et confrontent les robots, jusqu'à ce qu'ils découvrent que le chef de cette armée est... Cooler, en version métal. Pendant que Piccolo, Krilin et Gohan combattent les machines, Goku affronte son vieil ennemi et, en difficulté, se transforme en Super Saiyan. Le trio réussit à détruire des robots, mais Gohan et Krilin sont piégés et capturés par ces derniers, tout comme Kamé Sennin, Oolong et Yajirobé, tandis que Piccolo se débarrasse du reste et se rend au Big Gete Star pour libérer les autres. Goku arrache un bras à son adversaire, mais constate de lui-même que celui-ci le régénère et reprend le dessus. Alors qu'il est sur le point de se faire tuer, Vegeta vole à sa rescousse et les deux Saiyans battent ensemble leur ennemi. Hélas, au bord de l'épuisement, ils s'aperçoivent que ce Metal Cooler n'est qu'un des nombreux clones créés par la planète de métal. Capturés et liés par des filaments électriques, ils sont confrontés par Cooler, qui leur explique comment il a survécu et pompe l'énergie des deux guerriers. Grâce à leurs puissances de Super Saiyan, ils court-circuitent le système électrique de la planète de métal, l'obligeant à décoller, détruisant les nombreux Metal Cooler et libérant leurs camarades faits prisonniers. Goku et Vegeta réussissent ensuite à battre le chef, avant d'évacuer à la suite de l'autodestruction du Big Gete Star. Ayant accompli leur mission, le premier rejoint ses camarades, tandis que le second rentre sur Terre en vaisseau spatial.

## Fiche technique
- Titre original : ドラゴンボールZ 激突!!100億パワーの戦士たち (Doragon Bōru Zetto Gekitotsu!! Hyaku-Oku Pawā no Senshi-tachi)
- Titre français : Dragon Ball Z : Cent Mille Guerriers de métal
- Réalisation : Daisuke Nishio
- Scénario : Takao Koyama, adapté du manga Dragon Ball d’Akira Toriyama
- Montage : Shinichi Fukumitsu
- Direction artistique : Junichi Taniguchi
- Musique : Shunsuke Kikuchi
- Producteurs :
  - Gen Fukunaga (producteur exécutif)
  - Chiaki Imada, Rikizô Kayano (producteurs)
- Société de production :  Tōei animation
- Pays d’origine :  Japon
- Format : Couleurs
- Genre : Aventure, fantastique
- Durée : 44 minutes
- Date de sortie : 7 mars 1992

## Distribution
- Kinpei Azusa (VF : Pierre Trabaud) : Muri
- Toshio Furukawa (VF : Philippe Ariotti) : Piccolo
- Ryō Horikawa (VF : Frédéric Bouraly) : Vegeta
- Kōhei Miyauchi (VF : Pierre Trabaud) : Kamé Sennin
- Ryūsei Nakao (VF : Georges Lycan) : Metal Cooler
- Toku Nishio (VF : Pierre Trabaud) : Mr Popo
- Masako Nozawa (VF : Brigitte Lecordier) : Son Gohan
- Masako Nozawa (VF : Patrick Borg) : Son Goku
- Tomiko Suzuki (VF : Céline Monsarrat) : Dendé
- Mayumi Tanaka (VF : Francine Lainé) : Krilin
- Naoki Tatsuta (VF : Philippe Ariotti) : Oolong
- Jōji Yanami (VF : Georges Lycan) : Narrateur
- Mayumi Tanaka (VF : Frédéric Bouraly) : Yajirobé
- ? (VF : Pierre Trabaud) : Robot

## Continuité dans l'histoire
- Si vous ne connaissez pas le sujet, laissez ce bandeau (vous pouvez alors contacter les auteurs).
- Si vous supprimez le contenu mis en cause (vous pouvez préalablement contacter les auteurs),

argumentez précisément cette suppression dans la page de discussion
(un manque de référence n'est pas un argument ; une recherche réelle de référence doit avoir été effectuée, être formellement documentée).
Il pourrait s’insérer durant les trois ans d’entraînement en vue du combat contre les cyborgs, seulement Son Goku ne manifeste aucun étonnement à la vue de Vegeta se transformant en Super Saiyan, alors qu’il n'est pas censé le savoir durant cette période. La présence de Dendé dans le palais du Tout-Puissant, que Son Goku a normalement été chercher sur Namek après son séjour dans la salle du temps, pourrait alors le placer pendant les 10 jours avant le Cell Game, mais à cette époque Son Gohan et Son Goku restaient en permanence transformés en Super Saiyan. De plus, Son Gohan ne peut pas se transformer en Super Saiyan et a l'apparence d'avant son entraînement dans la salle du Temps et de l'Esprit. Malgré la présence de Vegeta, Trunks est totalement absent du voyage et on voit mal ce dernier ne pas suivre son père pour contrer une menace.
Par conséquent, ce film n'entre pas dans la continuité de l'histoire de Dragon Ball.

## Autour du film
- Dans ce film, la voix de Vegeta n'est pas celle d'Eric Legrand, qui a été remplacé par Frédéric Bouraly, ce qui n'est pas passé inaperçu et n'a pas été apprécié par les puristes.
- Ce film fut diffusé dans le cadre de la Toeï Anime Fair de mars 1992.